# 網背蝨蚜
網背蝨蚜（学名：Neothoracaphis quercicola）为扁蚜科背蝨蚜屬下的一个种。